# دانیل کار (بازیکن فوتبال)
دانیل کار (انگلیسی: Daniel Carr؛ زادهٔ ۲۹ مهٔ ۱۹۹۴) بازیکن فوتبال اهل بریتانیا است.
از باشگاه‌هایی که در آن بازی کرده‌است می‌توان به باشگاه فوتبال ایست‌بورن بورو، باشگاه فوتبال منزفیلد تاون، باشگاه فوتبال کمبریج یونایتد، باشگاه فوتبال ووکینگ، باشگاه فوتبال دالیچ هملت، باشگاه فوتبال هادرزفیلد تاون، باشگاه فوتبال داگنم و ردبریج، باشگاه فوتبال فلیتوود، و باشگاه فوتبال آلدرشات تاون اشاره کرد.
وی همچنین در تیم ملی فوتبال ترینیداد و توباگو بازی کرده‌است.